# Rudolf Löytved-Hardegg
Rudolf Löytved-Hardegg (* 17. Juli 1905 in Konya, Osmanisches Reich; † 14. Dezember 2003 in Nürnberg) war ein deutscher Offizier, zuletzt Brigadegeneral der Luftwaffe der Bundeswehr. Er war erste Kommandeur der Offizierschule der Luftwaffe.

## Leben

### Herkunft
Löytved-Hardegg wurde 1905 als ältestes Kind des dänischstämmigen Juristen und Diplomaten Julius Löytved-Hardegg (1874–1917), der von 1904 bis 1908 im osmanischen Konya konsularisch für Deutschland tätig war, und dessen britisch-österreichisch-stämmigen Frau Grace, geb. Friedrich, geboren.
Von 1907 bis 1909 lebte er mit seiner Familie in Jerusalem und im Anschluss in Haifa, wo sein Vater von 1908 bis 1915 (und bis 1917 auch in Damaskus) die deutsche Vertretung (bis 1914 Vizekonsulat, dann Konsulat) leitete. Anfang 1918, nach dem frühen Tod seines Vaters, reiste er zunächst alleine zu einer Tante nach Allenstein in Ostpreußen.

### Reichswehr
Nach dem Abitur 1925 war er Offiziersanwärter in Donaueschingen, Konstanz und Dresden. Von 1928 bis 1934 war er im westpommerschen Deutsch Krone. Vom 1. Oktober 1930 bis zum 31. Januar 1931 absolvierte er eine fliegerische Ausbildung an der Fliegerschule Böblingen. Ab 1. Oktober 1932 war er zur geheimen Ausbildung auf dem sowjetischen Flugplatz Lipezk stationiert. Im Jahre 1932 stürzte er mit seinem Segelflugzeug im ostpreußischen Rositten ab und wurde alsbald von ärztlicher Seite als „bedingt diensttauglich“ eingestuft. Er wurde zunächst Oberleutnant im Generalstab der Reichswehr und 1933 Luftbildoffizier bei der Fernaufklärung in Neuhausen.

### Wehrmacht
Am 1. März 1934 trat er der neu gegründeten Luftwaffe bei. Im Jahre 1936/37 war er Staffelkapitän der Aufklärungsstaffel (H) A/88 der Legion Condor im Spanischen Bürgerkrieg. Im Jahre 1937 gehörte er einer Fernaufklärungsstaffel der Aufklärungsgruppe 22 in Prenzlau an. Am 16. Februar 1938 nahm er eine Ausbildung zum Generalstabsoffizier an der Luftkriegsakademie Berlin-Gatow auf. Zum 1. Juli 1938 nach Abschluss seiner Ausbildung wurde er Generalstabsoffizier im Stab des Luftgaukommandos XIII in Nürnberg. Im Jahre 1939 folgte die Verwendung im Stab des Generals des Oberkommandos der Luftwaffe. 1940/41 war er Kommandeur der Fernaufklärungsgruppe 122 und nahm an der Luftschlacht um England teil. Ab 5. März 1941 nahm er als Major Aufgaben als Generalstabsoffizier der Luftflotte 1 in Berlin wahr. Vom 1. April 1942 an war er Gruppenleiter in der Abteilung für Wehrmachtpropaganda im Oberkommando der Wehrmacht. In dieser Funktion berichtete er bis 1942 persönlich an Joseph Goebbels. Ab 15. Januar 1943 war er als Oberstleutnant im Stab des IV. Luftwaffenfeldkorps eingesetzt und wechselte am 1. März 1943 zum XI. Fliegerkorps. Ab August 1944 übernahm er ein nach ihm benanntes Fallschirmjäger-Regiment, später in Fallschirmjäger-Regiment 21 umbenannt, das zur Fallschirmjäger-Division Erdmann, der späteren 7. Fallschirmjäger-Division, gehörte. Nach seiner Beförderung am 1. April 1945 zum Oberst geriet er am 8. Mai 1945 in britische Gefangenschaft. Er wurde 1945 mit dem Deutschen Kreuz in Gold ausgezeichnet. Seine weiteren Kriegsauszeichnungen waren das Kriegsverdienstkreuz mit Schwertern in Silber (1939), das Kriegsverdienstkreuz mit Schwertern I. Klasse (1943), das Erdkampfabzeichen der Luftwaffe (1945) und das Verwundetenabzeichen in Silber (1945). Im Dezember 1947 entließen ihn die US-Amerikaner aus der Kriegsgefangenschaft.
1947/48 war er Zeuge in den Nürnberger Folgeprozessen.

### Bundeswehr
Am 18. Juni 1956 wurde er in ein Soldatenverhältnis berufen und Referatsleiter IV D 7 im Bundesministerium der Verteidigung. Von Oktober 1956 bis März 1958 war er Gründungskommandeur der Offizierschule der Luftwaffe, die ihre Lehrgänge zunächst in Faßberg durchführte. Von April 1958 bis März 1964 war er Dienstältester Deutscher Offizier bei der 4th Allied Tactical Air Force (4 ATAF) der NATO auf der Ramstein Air Base. 1962 wurde er zum Brigadegeneral befördert. Er erhielt 1964 das Bundesverdienstkreuz am Bande der Bundesrepublik Deutschland. Mit Ablauf des März 1964 wurde er in den Ruhestand versetzt.

### Sonstiges
1948 bis 1956 war er Geschäftsführer der neu gegründeten Rudolf-Steiner-Schule in Nürnberg.
Von 1964 bis zum Ruhestand 1975 war er als freier Mitarbeiter bei einer Baufirma beschäftigt.

### Familie
Er war ab 1938 mit Karin Faessig verheiratet und hatte vier Kinder mit ihr. Karin Loytved-Hardegg, geb. Faessig, erhielt 1993 das Bundesverdienstkreuz am Bande der Bundesrepublik Deutschland und 1998 die Bürgermedaille der Stadt Nürnberg für ihr soziales Engagement.
Zwei weitere Kinder hatte Rudolf Löytved-Hardegg mit Doris E. Hofmann, geb. Benz.
Im Jahr seines Todes wurde er von der Tochter Mara Loytved-Hardegg gefilmt, und im Jahr 2015 entstand ein Film über sein Leben.  Ein Kurzfilm Mein Vater – der Held ist auf Vimeo einsehbar.